# Тома Склінський
Тома  Склінський, або Тома Шклінський-Шимкович гербу Костеша (пол. Tomasz Szkliński, або пол. Tomasz Szkliński-Szymkowicz, ? — 1627) — шляхтич, урядник та військовик (коронний ротмістр) Королівства Польськогго.

## Життєпис
Його рід походив із Волинського воєводства. Народився, ймовірно, у родинному маєтку Склінь (сучасне с. Шклинь Горохівського району Волинської області, Україна).
26 листопада 1620 по смерті Івана-Януша Острозького отримав новоосаджене містечко Таборівка у Білоцерківському старостві. У білоцерківському поході очолював загін Острозької ординації (його кварцяна гусарська рота, напевно з поручником (?), пішла на війну зі Швецією).
Посол сейму 1623 року, який призначив його комісаром для проведення перемовин зі Швецією. Мав посаду Зиґвульського старости. Перебуваючи на ній, був призначений королем Сигізмундом III Вазою одним з комісарів для укладення Куруківської угоди в 1625 році. Пізніше серед цих комісарів був одним з кількох обраний для перевірки прав та складання реєстру козацького війська.

## Родина
Дружина — княжна Аврелія Полубинська, донька Олександра Олександровича Полубинського, державця вількійського та лідського підкоморія.